# Mathieu Barthélémy
Pour les articles homonymes, voir Barthélemy.
Mathieu Barthélémy, né le 13 mai 1983 à Seraing (province de Liège), est un auteur de bande dessinée et coloriste belge francophone.

## Biographie
Mathieu Barthélémy naît le 13 mai 1983 à Seraing.
Il fait des études de bande dessinée à l’École supérieure des arts Saint-Luc de Liège.
Il participe à un concours destiné aux jeunes talents dont le thème est Un monde sans pétrole et le jury présidé par Dany le désigne comme lauréat du prix Raymond Leblanc pour son récit Le Grand Incendie,. Il perçoit un montant de 10000 euros et son récit est publié dans l'ouvrage collectif Prix Raymond Leblanc Jeunes talents BD 2010 publié par les éditions Le Lombard en 2011. Il participe à deux albums collectifs chez Manolosanctis : 13m28 et Vivre Dessous.
Il réalise également des décors pour le dessinateur Hamo (Spécial Branch t. 3, L'Envolée sauvage, t. 1 et t. 2) et pour Marco Venanzi sur la série Alix (Le Testament de César, L'Ombre de Sarapis),. Il travaille aussi à un album sur l'Abbaye de Stavelot sobrement intitulé L'Abbaye de Stavelot dans la série didactique Les Voyages de Jhen aux éditions Casterman avec Marco Venanzi en 2014.
Il met en couleur plusieurs albums contemporains pour Casterman en commission du groupe politique Alliance des démocrates et des libéraux pour l'Europe du Parlement européen. Parmi eux, Tempête sur la finance verte sur un scénario Alain-Germain Laubry en 2011 et La Chute de la dame en blanc (scénario de Yannick Laude, 2013), Complot contre l'Union (scénario de Yannick Laude, 2018).
De 2017 à 2019, il réalise les couleurs des planches de Ludo Borecki de l’adaptation en bande dessinée du best-seller La Vie compliquée de Léa Olivier, d'après les romans de Catherine Girard-Audet sur un scénario d'Alcante chez Kennes Éditions.
Pour Marc-Renier, il se charge de la mise en couleur de Klimt,, une biographie du peintre éponyme scénarisée par Jean-Luc Cornette pour la collection « Les grands peintres » aux éditions Glénat en 2017. En 2021, il met en couleur le premier tome de la nouvelle série de Clarke : Akkad publié aux éditions Le Lombard.
Mathieu Barthélémy travaille à l'atelier Armageddon qu'il partage avec Batem, Ludo Borecki, Clarke, Benoît Ers, Marc-Renier, Johan Pilet, Corentin Longrée et Marco Venanzi à Liège.

## Œuvres

### Albums de bande dessinée

#### Comme coloriste
classement par ordre alphabétique

### Collectifs
- Prix Raymond Leblanc Jeunes talents BD 2010[3],[31], Le Lombard, coll. « jeunes talents bd », Bruxelles, septembre 2011
Scénario et dessin : collectif dont Mathieu Barthélémy - Couleurs : collectif -  (ISBN 978-2-87522-124-7),Thème : Un monde sans pétrole. Lauréats: Mathieu Barthélemy (Belgique) ; Emmanuel Olivier, Mathieu Chouteau (France) ; Marco Bargagna (Italie) ; José Domingo (Espagne) et Martin Desbat (France).
- Il était une fois 1914, Abbaye de Stavelot, Stavelot, 21 mars 2014
Scénario et couleurs : collectif - Dessin : collectif dont Marco Venanzi -  (ISBN 978-2-87522-124-7).

## Prix et récompenses
- 2010 :  Prix Raymond Leblanc pour le récit Le Grand Incendie[2].

#### Livres
: document utilisé comme source pour la rédaction de cet article.
- Philippe Mellot, Michel Denni, Laurent Turpin et Isabelle Morzadec, Trésors de la bande dessinée : BDM 2023-2024 - Catalogue encyclopédique et Argus, Paris, Les Arènes, novembre 2022, 23e éd., 1677 p., ill. ; 23 cm (ISBN 9791037507280, OCLC 1351462460, présentation en ligne), p. 52, 669. .